# Miguel Almirón
Miguel Ángel Almirón Rejala (* 10. února 1994 Asunción) je paraguayský profesionální fotbalista, který hraje na pozici ofensivního záložníka za anglický klub Newcastle United FC a za paraguayský národní tým.

## Klubová kariéra
Svoji kariéru začal v paraguayském Cerro Porteño, ze kterého v roce 2015 přestoupil do argentinského CA Lanús. Po ligovém prvenství v roce 2016 přestoupil za 8 milionů eur do nového týmu americké Major League Soccer, do Atlanty United. V MLS hrál 2 roky, v obou sezonách byl zvolen do týmu roku, v roce 2017 vyhrál ocenění Nováček roku a v roce 2018 pomohl k celkovému vítězství Atlanty. Následně přestoupil za 20 milionů liber do anglického Newcastlu, čímž stanovil rekord klubu, i rekord za hráče MLS.

## Reprezentační kariéra
Almirón debutoval za reprezentaci Paraguaye v roce 2015 a byl součástí týmu na Copa América Centenario.